# Жыландынское месторождение
Жыландынское месторождение — месторождение калийных солей, в девяти километрах к северо-востоку от города Актобе. Его расположение связано с вытянутой антиклинальной складкой.
Продуктивные соляные пласты, состоящие из полигалитовых калийных солей, сильвинита и сильвинит-карналлита, расположены в кунгурском ярусе нижнепермских отложений, составляющих ядро этой антиклинали. Протяжённость пластов полигалитовых калийных солей составляет 10—18 км, ширина 250—1000 м, глубина залегания 235—700 м, углы падения пластов 30—60°. Пласты образованы тремя горизонтами калийных солей мощностью 35, 23 и 25 метров, а также — рудными телами в виде линз. Полигалитовые породы состоят в основном из полигалита (65 %) и галита (27 %), сильвинитовые породы из галита (61 %) и сильвинита (31 %). Примеси ангидрита, карналлита, кизерита.
Геологические условия месторождения сложные, возможна только подземная разработка, поэтому месторождение не разрабатывается.